# Хэмм, Джон
Джонатан Дэниел Хэмм (англ. Jonathan Daniel Hamm; род. 10 марта 1971) — американский актёр, наиболее известный по роли Дона Дрейпера в телесериале «Безумцы».

## Биография
Джон Хэмм родился в Сент-Луисе, штат Миссури, в семье Деборы и Дэниела Хэммов, у которых была семейная компания по грузоперевозкам. Родители Хэмма развелись, когда ему было два года, и он остался жить с матерью в Крив Кер, Миссури, однако через восемь лет ей диагностировали терминальную стадию рака. Хэмм переехал к отцу, но через несколько лет тот заболел и умер. На тот момент Хэмму было 20 лет, и учителя с друзьями заменили ему родителей.
Хэмм посещал частную школу Джона Барроуза в Ладю, Миссури, где был членом футбольной и бейсбольной команд, а также состоял в команде по плаванию вместе с будущей актрисой Сарой Кларк. Свою первую роль, Винни-Пуха, Хэмм сыграл в первом классе; в 16 лет сыграл Иуду в спектакле «Евангелие». Однако долгое время Джон не воспринимал свои роли всерьёз: «Играть весело, но мой дед всегда говорил, что никогда не поздно быть инженером». После окончания в 1989 году школы Хэмм поступил в Техасский университет, но бросил учёбу на втором курсе из-за смерти отца. Он вернулся домой, чтобы учиться в университете Миссури. В Миссури он прошёл кастинг на экранизацию комедии Шекспира «Сон в летнюю ночь». Следующей его ролью был Леон Чолгош в мюзикле «Убийца».
Хэмм был другом актёра Пола Радда в течение долгих лет, и в 1992 году отправился в Голливуд, чтобы его повидать. Окончательно он переехал в Лос-Анджелес в 1995 году на автомобиле, имея в кармане только 150 долларов. Он стал подрабатывать официантом и ходить на всевозможные прослушивания.
Несмотря на представление его кандидатуры агентством Уилльяма Моррисона, Хэмму трудно было найти работу. Наконец, в 2000 году Хэмм получил роль романтического пожарного в сериале Берта Ридли «Провиденс». Дебютом Хэмма в кино стала роль в фильме «Космические ковбои», в котором снялся Клинт Иствуд; следующие роли в кино он сыграл в комедии «Целуя Джессику Стайн» и в военном фильме «Мы были солдатами». В 2007 году Хэмма выбрали из 80 кандидатов на роль протагониста Дона Дрейпера в сериал «Безумцы». В 2008 году Хэмм сыграл в фильме «День, когда Земля остановилась», ремейке одноимённого фильма 1951 года. В 2009 году был приглашённым актёром в эпизодах сериала «Студия 30». В 2010 году он озвучил камео-роль в мультфильме «Шрек навсегда».

## Личная жизнь
С 1997 года Хэмм встречался с актрисой и сценаристкой Дженнифер Уэстфелд; в 2015 году пара распалась.
Хотя Хэмм не курит с 24 лет, для роли Дона Дрейпера актёр курил травяные сигареты, не содержащие никотин.

## Фильмография

### Кино
| Год  | Название на русском                     | Оригинальное название               | Роль                                      | Примечания                           |
| ---- | --------------------------------------- | ----------------------------------- | ----------------------------------------- | ------------------------------------ |
| 2000 | Космические ковбои                      | Space Cowboys                       | молодой пилот                             |                                      |
| 2001 | Целуя Джессику Стайн                    | Kissing Jessica Stein               | Чарльз                                    |                                      |
| 2001 | —                                       | Early Bird Special                  | рыжий коп                                 |                                      |
| 2002 | Мы были солдатами                       | We Were Soldiers                    | капитан Мэтт Диллон                       |                                      |
| 2006 | Айра и Эбби                             | Ira & Abby                          | Ронни                                     |                                      |
| 2007 | Десять заповедей                        | The Ten                             | Крис                                      |                                      |
| 2008 | День, когда Земля остановилась          | The Day the Earth Stood Still       | доктор Майкл Гранье                       |                                      |
| 2009 | Одинокий мужчина                        | A Single Man                        | Хэнк Акерли                               | озвучка; не указан в титрах          |
| 2009 | Мальчик в коробке                       | Stolen                              | Том Адкинс-старший                        |                                      |
| 2010 | Вопль                                   | Howl                                | Джейк Эрлих                               |                                      |
| 2010 | Шрек навсегда                           | Shrek Forever After                 | Броган                                    | мультфильм; озвучка                  |
| 2010 | Команда-А                               | The A-Team                          | Линч                                      | не указан в титрах                   |
| 2010 | Город воров                             | The Town                            | спецагент ФБР Адам Фроули                 |                                      |
| 2010 | Рождественский Шректакль Осла           | Donkey’s Christmas Shrektacular     | Броган                                    | короткометражный мультфильм; озвучка |
| 2011 | Запрещённый приём                       | Sucker Punch                        | доктор / мажор                            |                                      |
| 2011 | Девичник в Вегасе                       | Bridesmaids                         | Тед                                       | не указан в титрах                   |
| 2011 | Дети сексу не помеха                    | Friends with Kids                   | Бен                                       |                                      |
| 2012 | Первый взгляд: Лучший тизер-трейлер     | First Look: Ultimate Teaser Trailer | актёр                                     | короткометражный фильм               |
| 2013 | Конгресс                                | The Congress                        | Дилан Трулайнер                           | озвучка                              |
| 2014 | —                                       | Tough Justice                       | н/д                                       | короткометражный фильм               |
| 2014 | Рука на миллион                         | Million Dollar Arm                  | Джей Би Бернстайн                         |                                      |
| 2015 | Миньоны                                 | Minions                             | Херб Оверкилл                             | мультфильм; озвучка                  |
| 2016 | Просто потрясающе                       | Absolutely Fabulous: The Movie      | в роли самого себя                        |                                      |
| 2016 | Шпионы по соседству                     | Keeping Up with the Joneses         | Тим Джонс                                 |                                      |
| 2017 | Марджори Прайм                          | Marjorie Prime                      | Уолтер                                    |                                      |
| 2017 | Малыш на драйве                         | Baby Driver                         | Бадди                                     |                                      |
| 2017 | Муравьед                                | Aardvark                            | Крейг Норман                              |                                      |
| 2018 | Ностальгия                              | Nostalgia                           | Уилл Блейм                                |                                      |
| 2018 | Точка невозврата                        | Beirut                              | Мейсон Скайлз                             |                                      |
| 2018 | Ты водишь!                              | Tag                                 | Каллахан                                  |                                      |
| 2018 | —                                       | Time of Day                         | в роли самого себя                        | короткометражный фильм               |
| 2018 | Ничего хорошего в отеле «Эль Рояль»     | Bad Times at the El Royale          | Дуайт Броудбек / Сеймур «Ларами» Салливан |                                      |
| 2019 | Отчёт о пытках                          | The Report                          | Денис Макдоноу                            |                                      |
| 2019 | Люси в небесах                          | Lucy in the Sky                     | Марк Гудвин                               |                                      |
| 2019 | Между двумя папоротниками               | Between Two Ferns: The Movie        | в роли самого себя                        |                                      |
| 2019 | Дальше некуда                           | The Jesus Rolls                     | Пол Доминик                               |                                      |
| 2019 | Дело Ричарда Джуэлла                    | Richard Jewell                      | Том Шоу                                   |                                      |
| 2020 | Дикая парочка                           | Wild Mountain Thyme                 | Адам Келли                                |                                      |
| 2021 | Без резких движений                     | No Sudden Move                      | детектив Джо Финней                       |                                      |
| 2022 | Топ Ган: Мэверик                        | Top Gun: Maverick                   | вице-адмирал Сиклейн                      |                                      |
| 2022 | Угловой офис                            | Corner Office                       | Орсон                                     |                                      |
| 2022 | Сознавайтесь, Флетч                     | Confess, Fletch                     | Ирвин Морис «Флетч» Флетчер               |                                      |
| 2023 | Мэгги Мур(ы)                            | Maggie Moore(s)                     | Джордан Сандерс                           |                                      |
| 2023 | Металлопокалипсис: Армия роковой звезды | Metalocalypse: Army of the Doomstar | Эмси                                      | мультфильм; озвучка                  |
| 2024 | Дрянные девчонки                        | Mean Girls                          | тренер Карр                               |                                      |
| 2024 | Без глазури                             | Unfrosted                           | Дон Дрейпер                               |                                      |
| 2024 | Трансформеры Один                       | Transformers One                    | Сентинел Прайм                            | мультфильм; озвучка                  |
| 2026 | Прыгуны                                 | Hoppers                             | мэр Джерри                                | мультфильм; озвучка                  |

### Телевидение
| Год       | Название на русском                      | Оригинальное название                    | Роль                             | Примечания                                              |
| --------- | ---------------------------------------- | ---------------------------------------- | -------------------------------- | ------------------------------------------------------- |
| 1997      | Элли Макбил                              | Ally McBeal                              | красивый парень у бара           | эпизод: Compromising Positions                          |
| 2000      | Хьюли                                    | The Hughleys                             | Базз                             | эпизод: Lies My Valentine Told Me                       |
| 2000      | —                                        | The Trouble with Normal                  | Джексон                          | эпизод: Pilot                                           |
| 2000—2001 | Провиденс                                | Providence                               | Берт Ридли                       | телесериал; роль второго плана                          |
| 2002      | Девочки Гилмор                           | Gilmore Girls                            | Пейтон Сандерс                   | эпизод: Eight O’Clock at the Oasis                      |
| 2002—2004 | Женская бригада                          | The Division                             | инспектор Нейт Бассо             | телесериал; основная роль                               |
| 2005      | Зачарованные                             | Charmed                                  | Джек Броди                       | эпизод: Ordinary Witches                                |
| 2005      | Пойнт-Плезант                            | Point Pleasant                           | доктор Джордж Форрестер          | телесериал; 2 эпизода                                   |
| 2005      | Связанные                                | Related                                  | Дэнни                            | эпизод: Pilot                                           |
| 2005      | C.S.I.: Место преступления Майами        | CSI: Miami                               | доктор Кесслер                   | телесериал; 2 эпизода                                   |
| 2006      | 4исла                                    | Numb3rs                                  | Ричард Класт                     | эпизод: Hardball                                        |
| 2006—2007 | Что насчет Брайана                       | What About Brian                         | Ричард Пович                     | телесериал; 6 эпизодов                                  |
| 2006—2007 | Отряд «Антитеррор»                       | The Unit                                 | Уилсон Джеймс                    | телесериал; 5 эпизодов                                  |
| 2007      | Шоу Сары Сильверман                      | The Sarah Silverman Program              | кабельщик                        | эпизод: Muffin’ Man                                     |
| 2007—2015 | Безумцы                                  | Mad Men                                  | Дон Дрейпер                      | телесериал; основная роль                               |
| 2009—2012 | Студия 30                                | 30 Rock                                  | доктор Дрю Бэард                 | телесериал; 7 эпизодов                                  |
| 2010      | Симпсоны                                 | The Simpsons                             | следователь ФБР                  | мультсериал; эпизод: Donnie Fatso; озвучка              |
| 2010—2012 | Конан                                    | Conan                                    | Дон Дрейпер                      | телесериал; 2 эпизода                                   |
| 2010—2016 | Дэцкая больница                          | Childrens Hospital                       | Деррик Чилдренс / Артур Чилдренс | телесериал; 6 эпизодов                                  |
| 2011      | Робоцып                                  | Robot Chicken                            | разные персонажи                 | мультсериал; 2 эпизода; озвучка                         |
| 2011—2019 | Субботним вечером в прямом эфире         | Saturday Night Live                      | разные персонажи                 | телесериал; 5 эпизодов                                  |
| 2012      | Что скажет Марта                         | Martha Speaks                            | Хэм                              | мультсериал; эпизод: Cora! Cora! Cora!; озвучка         |
| 2012      | Металлопокалипсис                        | Metalocalypse                            | разные персонажи                 | мультсериал; эпизод: Writersklok; озвучка               |
| 2012      | Гриффины                                 | Family Guy                               | в роли самого себя               | мультсериал; эпизод: Ratings Guy; озвучка               |
| 2012      | Американский папаша!                     | American Dad!                            | в роли самого себя               | мультсериал; эпизод: Can I Be Frank with You?; озвучка  |
| 2012—2013 | Величайшее событие в истории телевидения | The Greatest Event in Television History | призрак Джона Хэмма / Рик Саймон | телесериал; 2 эпизода                                   |
| 2012—2013 | Записки юного врача                      | A Young Doctor’s Notebook                | взрослый Владимир Бомгард        | телесериал; основная роль                               |
| 2012—2016 | Роковые ошибки Тодда Маргарета           | The Increasingly Poor Decisions          | разные персонажи                 | телесериал; 5 эпизодов                                  |
| 2013      | Закусочная Боба                          | Bob’s Burgers                            | туалет                           | мультсериал; эпизод: O.T.: The Outside Toilet; озвучка  |
| 2013      | Спецагент Арчер                          | Archer                                   | капитан Мерфи                    | мультсериал; 2 эпизода; озвучка                         |
| 2013      | Завершить историю                        | Clear History                            | Уилл Хейни                       | телефильм                                               |
| 2014      | Интернет-терапия                         | Web Therapy                              | Джеб Мастерс                     | телесериал; 2 эпизода                                   |
| 2014      | Чёрное зеркало                           | Black Mirror                             | Мэтт Трент                       | эпизод: White Christmas                                 |
| 2014—2015 | Парки и зоны отдыха                      | Parks and Recreation                     | Эд                               | телесериал; 2 эпизода                                   |
| 2015      | 7 дней в аду                             | 7 Days in Hell                           | рассказчик                       | телефильм                                               |
| 2015      | Жаркое американское лето                 | Wet Hot American Summer                  | Сокол                            | телесериал; роль второго плана                          |
| 2015      | Тост из Лондона                          | Toast of London                          | Хэмм                             | эпизод: Hamm on Toast                                   |
| 2015—2016 | ТрипТанк                                 | TripTank                                 | разные персонажи                 | мультсериал; 8 эпизодов; озвучка                        |
| 2015—2019 | Несгибаемая Кимми Шмидт                  | Unbreakable Kimmy Schmidt                | Ричард Уэйн Гэри Уэйн            | телесериал; роль второго плана                          |
| 2016      | С приветом по планетам                   | Wander Over Yonder                       | хейтер                           | мультсериал; эпизод: The Cartoon/The Bot; озвучка       |
| 2016      | Энджи Трайбека                           | Angie Tribeca                            | Маккормик                        | эпизод: Fleas Don’t Kill Me                             |
| 2016      | Последний человек на Земле               | The Last Man on Earth                    | Даррелл                          | эпизод: General Breast Theme with Cobras                |
| 2016      | Губка Боб Квадратные Штаны               | SpongeBob SquarePants                    | Дон Групер                       | мультсериал; эпизод: Goodbye, Krabby Patty?; озвучка    |
| 2016—2018 | —                                        | The Amazing Gayl Pile                    | К.А.М                            | телесериал; 8 эпизодов; озвучка                         |
| 2017      | На колёсах                               | Tour de Pharmacy                         | рассказчик                       | телефильм                                               |
| 2017      | Большой рот                              | Big Mouth                                | морской гребешок                 | мультсериал; эпизод: I Survived; озвучка                |
| 2018      | Барри                                    | Barry                                    | в роли самого себя               | эпизод: Chapter Four: Commit … to YOU                   |
| 2018      | Легион                                   | Legion                                   | рассказчик                       | телесериал; 7 эпизодов                                  |
| 2018      | Американские мастера                     | American Masters                         | рассказчик                       | эпизод: Ted Williams                                    |
| 2018      | В свободном улёте                        | Random Acts of Flyness                   | в роли самого себя               | эпизод: What Are Your Thoughts                          |
| 2018      | Я люблю тебя, Америка                    | I Love You, America                      | Авраам Линкольн                  | эпизод: Bernie Sanders                                  |
| 2018      | Семейка Грин в городе                    | Big City Greens                          | Луис                             | мультсериал; эпизод: Big Deal/Forbidden Feline; озвучка |
| 2019      | Благие знамения                          | Good Omens                               | архангел Гавриил                 | мини-сериал; роль второго плана                         |
| 2020      | Медицинская полиция                      | Medical Police                           | Деррик Чилдренс                  | эпизод: Mature Group Action                             |
| 2020      | Умерь свой энтузиазм                     | Curb Your Enthusiasm                     | в роли самого себя               | эпизод: Elizabeth, Margaret and Larry                   |
| 2020      | —                                        | Kimmy vs the Reverend                    | Ричард Уэйн Гэри Уэйн            | телефильм                                               |
| 2020      | Домашний фильм: Принцесса-невеста        | Home Movie: The Princess Bride           | Уэстли                           | эпизод: Chapter Four: Battle of the Wits                |
| 2020      | Сара Купер: Всё хорошо                   | Sarah Cooper: Everything’s Fine          | Стив Уэнделл / Кенни Л. Л.       | телефильм                                               |
| 2020—2021 | Благословите Хартов                      | Bless the Harts                          | мэр Уэбб                         | мультсериал; 8 эпизодов; озвучка                        |
| 2021      | Неуязвимый                               | Invincible                               | Стив                             | мультсериал; 2 эпизода; озвучка                         |
| 2021      | МОДОК                                    | M.O.D.O.K                                | Тони Старк / Железный человек    | мультсериал; 4 эпизода; озвучка                         |
| 2023—2024 | Фарго                                    | Fargo                                    | Рой Тиллман                      | главная роль                                            |
| 2024      | Гримсбург                                | Grimsburg                                | Марвин Флейта                    | мультсериал; главная роль; озвучка                      |
| 2024      | Землевладелец                            | Landman                                  | Монти Миллер                     | главная роль                                            |
| 2025      | Друзья и соседи                          | Your Friends and Neighbors               | Эндрю Купер                      | главная роль                                            |

## Награды и номинации
| Год  | Премия                                   | Номинация                                                             | Название работы         | Результат |
| ---- | ---------------------------------------- | --------------------------------------------------------------------- | ----------------------- | --------- |
| 2008 | «Золотой глобус»                         | Лучшая мужская роль в телевизионном сериале — драма                   | Безумцы                 | Победа    |
| 2009 | «Золотой глобус»                         | Лучшая мужская роль в телевизионном сериале — драма                   | Безумцы                 | Номинация |
| 2010 | «Золотой глобус»                         | Лучшая мужская роль в телевизионном сериале — драма                   | Безумцы                 | Номинация |
| 2011 | «Золотой глобус»                         | Лучшая мужская роль в телевизионном сериале — драма                   | Безумцы                 | Номинация |
| 2013 | «Золотой глобус»                         | Лучшая мужская роль в телевизионном сериале — драма                   | Безумцы                 | Номинация |
| 2016 | «Золотой глобус»                         | Лучшая мужская роль в телевизионном сериале — драма                   | Безумцы                 | Победа    |
| 2008 | Премия «Эмми»                            | Лучший актёр в драматическом телесериале                              | Безумцы                 | Номинация |
| 2009 | Премия «Эмми»                            | Лучший актёр в драматическом телесериале                              | Безумцы                 | Номинация |
| 2009 | Премия «Эмми»                            | Лучший приглашённый актёр в комедийном телесериале                    | Студия 30               | Номинация |
| 2010 | Премия «Эмми»                            | Лучший актёр в драматическом телесериале                              | Безумцы                 | Номинация |
| 2010 | Премия «Эмми»                            | Лучший приглашённый актёр в комедийном телесериале                    | Студия 30               | Номинация |
| 2011 | Премия «Эмми»                            | Лучший актёр в драматическом телесериале                              | Безумцы                 | Номинация |
| 2012 | Премия «Эмми»                            | Лучший актёр в драматическом телесериале                              | Безумцы                 | Номинация |
| 2012 | Премия «Эмми»                            | Лучший приглашённый актёр в комедийном телесериале                    | Студия 30               | Номинация |
| 2013 | Премия «Эмми»                            | Лучший актёр в драматическом телесериале                              | Безумцы                 | Номинация |
| 2014 | Премия «Эмми»                            | Лучший актёр в драматическом телесериале                              | Безумцы                 | Номинация |
| 2015 | Премия «Эмми»                            | Лучший актёр в драматическом телесериале                              | Безумцы                 | Победа    |
| 2015 | Премия «Эмми»                            | Лучший приглашённый актёр в комедийном телесериале                    | Несгибаемая Кимми Шмидт | Номинация |
| 2008 | Премия «Спутник»                         | Лучшая мужская роль в телевизионном сериале — драма                   | Безумцы                 | Номинация |
| 2009 | Премия «Спутник»                         | Лучшая мужская роль в телевизионном сериале — драма                   | Безумцы                 | Номинация |
| 2010 | Премия «Спутник»                         | Лучшая мужская роль в телевизионном сериале — драма                   | Безумцы                 | Номинация |
| 2012 | Премия «Спутник»                         | Лучшая мужская роль в телевизионном сериале — драма                   | Безумцы                 | Номинация |
| 2013 | Премия «Спутник»                         | Лучшая мужская роль в телевизионном сериале — драма                   | Безумцы                 | Номинация |
| 2008 | Премия Гильдии киноактёров США           | Лучшая мужская роль в драматическом сериале                           | Безумцы                 | Номинация |
| 2009 | Премия Гильдии киноактёров США           | Лучшая мужская роль в драматическом сериале                           | Безумцы                 | Номинация |
| 2010 | Премия Гильдии киноактёров США           | Лучшая мужская роль в драматическом сериале                           | Безумцы                 | Номинация |
| 2011 | Премия Гильдии киноактёров США           | Лучшая мужская роль в драматическом сериале                           | Безумцы                 | Номинация |
| 2013 | Премия Гильдии киноактёров США           | Лучшая мужская роль в драматическом сериале                           | Безумцы                 | Номинация |
| 2016 | Премия Гильдии киноактёров США           | Лучшая мужская роль в драматическом сериале                           | Безумцы                 | Номинация |
| 2008 | Премия Ассоциации телевизионных критиков | Премия Ассоциации телевизионных критиков за личные достижения в драме | Безумцы                 | Номинация |
| 2009 | Премия Ассоциации телевизионных критиков | Премия Ассоциации телевизионных критиков за личные достижения в драме | Безумцы                 | Номинация |
| 2011 | Премия Ассоциации телевизионных критиков | Премия Ассоциации телевизионных критиков за личные достижения в драме | Безумцы                 | Победа    |
| 2012 | Премия Ассоциации телевизионных критиков | Премия Ассоциации телевизионных критиков за личные достижения в драме | Безумцы                 | Номинация |
| 2015 | Премия Ассоциации телевизионных критиков | Премия Ассоциации телевизионных критиков за личные достижения в драме | Безумцы                 | Победа    |